# 로빈 고젠스
로빈 에버라르뒤스 고젠스(독일어: Robin Everardus Gosens, 1994년 7월 5일 ~)은 독일의 축구 선수로, 현재 세리에 A의 피오렌티나 소속이다. 포지션은 좌측 미드필더와 레프트 백이다.